# Synchlora bonhotei
Synchlora bonhotei là một loài bướm đêm trong họ Geometridae.